# Campylocentrum huebnerioides
Campylocentrum huebnerioides là một loài thực vật có hoa trong họ Lan. Loài này được D.E.Benn. & Christenson mô tả khoa học đầu tiên năm 1998.